# روبرتو جبالي
روبرتو جبالي (بالبرتغالية: Roberto Jabali‏) مواليد 16 مايو 1970 في البرازيل، هو لاعب كرة مضرب برازيلي سابق بدأ مسيرته كمحترف سنة 1988 وكان يلعب باليد اليمنى. أعلى تصنيف له في الفردي كان المركز الـ 130 في سنة 1996.

## النهائيات

### الفردي: 1 (0–1)
| الحصيلة | الرقم | السنة | الدورة                        | الأرضية | المنافس في النهائي | النتيجة في النهائي |
| ------- | ----- | ----- | ----------------------------- | ------- | ------------------ | ------------------ |
| الوصافة | 1.    | 1994  | بطولة أكابولكو للتنس، المكسيك | ترابية  | توماس موستر        | 3–6, 1–6           |

## روابط خارجية
- روبرتو جبالي على موقع رابطة محترفي التنس (الإنجليزية)
- روبرتو جبالي على موقع الاتحاد الدولي لكرة المضرب (الإنجليزية)
- روبرتو جبالي على موقع خلاصة التنس.كوم (الإنجليزية)